# Spilosoma impleta
Spilosoma impleta là một loài bướm đêm thuộc phân họ Arctiinae, họ Erebidae.